# Fred Buscaglione

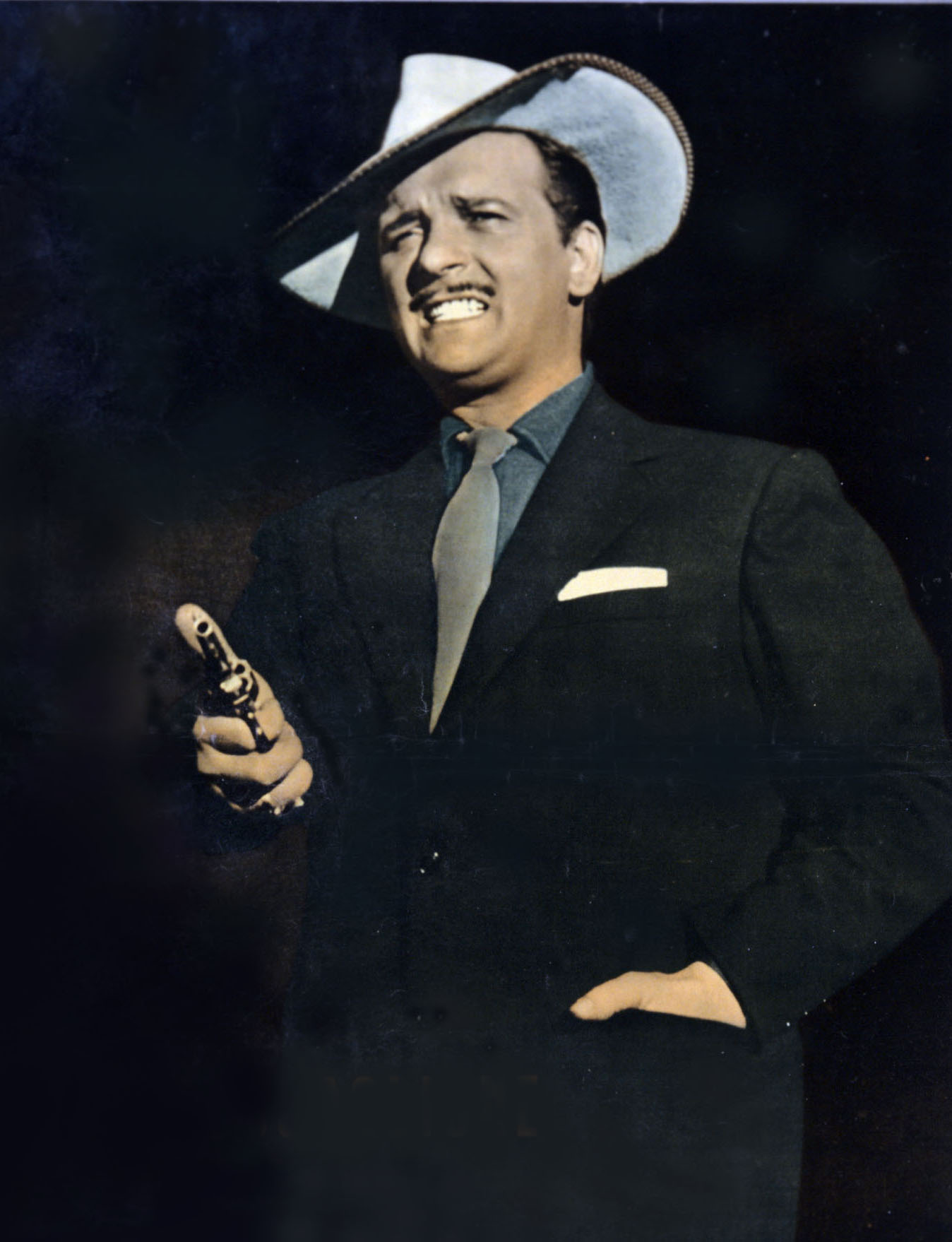
Buscaglione, 1959

Fred Buscaglione, pseudoniem van Ferdinando Buscaglione (Turijn, 23 november 1921 – Rome, 3 februari 1960), was een Italiaans zanger-liedjesschrijver en acteur. Hij wordt gezien als een van de leidende figuren van de Italiaanse populaire muziek van de jaren vijftig van de twintigste eeuw.
Buscaglione speelde de humoristische, zingende gangster in de traditie van Clark Gable en de personages van Mickey Spillane. Zijn voorliefde voor whisky en vrouwen had hij gemeen met zijn tijdgenoot Dean Martin. Hij trad op met jazzy combo's en maakte veel plaatopnamen, meest liveoptredens, op 78-, 45- en 33-toerengrammofoonplaten.
Reeds als tiener begon hij op te treden in de clubs van Turijn, waar hij zijn zang begeleidde op de viool en de contrabas. Gedurende de Tweede Wereldoorlog diende hij in het Italiaanse leger, werd hij krijgsgevangen genomen en opgesloten in een Amerikaans kamp op Sardinië, waar hij in aanraking kwam met de Amerikaanse muziek van zijn tijd. Ook daar zag men zijn talent en stond men hem toe op te treden en uitzendingen te verzorgen voor het geallieerde radiostation te Cagliari.
Na de oorlog keerde hij terug naar Turijn. Daar formeerde hij zijn band, de Asternovas, en introduceerde hij moderne Amerikaanse muziek in het Italiaanse uitgaansleven. Samen met zijn vriend Leo Chiosso schreef hij de hits die hem tot een nationale beroemdheid zouden maken: Che bambola (Wat een schatje), Teresa non sparare (Theresa, niet schieten), Eri piccola così (Je was zo klein), Guarda che luna (Kijk wat een maan), Love in Portofino, Porfirio Villarosa, Whisky facile (Gemakkelijke whisky). In 1955 begon hij deze nummers ook op te nemen. Van de eerste single, een 78-toeren-schellakplaat met 'Che bambola' en 'Giacomino', werden een miljoen exemplaren verkocht zonder er noemenswaardige reclame voor te hoeven maken. Aan het eind van de jaren vijftig was Buscaglione een van de meestgevraagde entertainers in Italië. Hij deed advertentiecampagnes, kwam op televisie en speelde rollen in films.
Hij was 38 jaar oud toen hij omkwam bij een auto-ongeluk.
- Bibsys: 14038731
- Biblioteca Nacional de España: XX985797
- Bibliothèque nationale de France: cb138203006 (data)
- Catàleg d'autoritats de noms i títols de Catalunya: 981058519486706706
- Gemeinsame Normdatei: 122392132
- International Standard Name Identifier: 0000 0000 5959 852X
- Library of Congress Control Number: no98056337
- MusicBrainz: 897ce0da-8e1f-42a4-ab82-b10b4cbee9f5
- Nationale Bibliotheek van Israël: 987007588442405171
- Réseau des bibliothèques de Suisse occidentale: 02-A005870141
- Istituto Centrale per il Catalogo Unico: RAVV092812
- Système universitaire de documentation: 25266471X
- Virtual International Authority File: 69114162
- WorldCat: E39PBJxmCxFbxCtJ4wt8JKYgKd